# 鍾尚衡
鍾尚衡，台灣牙醫師、政治人物，曾任任務型國代。
鍾尚衡於2000年至2006年擔任屏東縣牙醫師公會理事長，因舉辦第一屆全國牙醫運動會、推動偏遠地區醫療及身心障礙者醫療，獲得中華民國牙醫師公會全國聯合會銀質獎。現任高雄醫學大學校友基金會董事、潤生牙醫診所院長。曾任台灣團結聯盟屏東縣任務型國代。